# 加藤千恵 (社会学者)
加藤 千恵（かとう ちえ、1956年9月19日 - ）は、日本の社会学者。京都光華女子大学キャリア形成学部キャリア形成学科教授、同大学女性キャリア開発研究センター長。
父は経済学者の加藤寛。祖父は政治家の加藤守道。

## 人物
ジャスコ株式会社人事本部組織開発・能力開発グループ・スタッフ、東京女学館大学国際教養学部教授を経て、2016年より現職。2011年から川崎市男女平等推進審議会会長を務めた。

## 略歴
- 1979年 慶應義塾大学文学部社会・心理・教育学科社会学専攻卒業
- 1981年 慶應義塾大学大学院社会学研究科社会学専攻修士課程修了
- 1994年 - 1996年 東京女学館短期大学情報社会学科専任講師
- 1996年 - 2002年 東京女学館短期大学情報社会学科助教授
- 1999年 - 2006年 放送大学非常勤講師
- 2002年 - 2009年 東京女学館大学国際教養学部助教授
- 2009年 - 2016年 東京女学館大学国際教養学部 教授
- 2012年 - 2016年 東洋英和女学院大学 非常勤講師
- 2016年 -  京都光華女子大学キャリア形成学部 教授 女性キャリア開発研究センター センター長

## 主な所属学会
- 国際ジェンダー学会
- 日本社会学会
- 日本教育社会学会

## 著書
- 『女性学キーワード』（有斐閣、1997年）
- 『中小企業の女性たち』（未來社、1987年）

## 関連人物
- 加藤寛
- 麦倉哲